# Viller-Stoncourt
Viller-Stoncourt là một xã trong vùng hành chính Lorraine, thuộc tỉnh Moselle, quận Metz-Campagne, tổng Pange. Tọa độ địa lý của xã là 49° 03' vĩ độ bắc, 06° 25' kinh độ đông. Viller-Stoncourt có điểm thấp nhất là 224 mét và điểm cao nhất là 328 mét. Xã có diện tích 10,57 km², dân số vào thời điểm 1999 là 165 người; mật độ dân số là 15 người/km².

## Thông tin nhân khẩu
| 1962 | 1968 | 1975 | 1982 | 1990 | 1999 |
| ---- | ---- | ---- | ---- | ---- | ---- |
| 179  | 191  | 174  | 172  | 162  | 165  |